# Cotylanthera
Cotylanthera é um género botânico pertencente à família Gentianaceae.

## Espécies
- Cotylanthera caerulea
- Cotylanthera loheri
- Cotylanthera paucisquama
- Cotylanthera tenella
- Cotylanthera tenuis
- Cotylanthera yunnanensis